# Northville, Michigan
Northville är en stad i Oakland County, och Wayne County, i Michigan. Vid 2010 års folkräkning hade Northville 5 970 invånare.